# خطوط توماس كوك الجوية
توماس كوك كانت شركة للطيران العارض بريطانية تتخذ من مانشستر قاعدة لعملياتها، تخدم أهم المنتجعات السياحية في جميع أنحاء العالم، من قواعدها الرئيسية في مانشستر وغاتويك في لندن، وكانت تشغل الشركة أيضا خدمات من تسع مراكز أخرى في المملكة المتحدة.
نقلت الشركة 8202534 راكبا خلال عام 2009، وتدير أسطولا من 40 طائرة بوينغ وإيرباص خلال ذروة موسم عطلة الصيف، مما يجعلها واحدة من أكبر شركات الطيران في المملكة المتحدة. وتشغل الشركة رحلات الطيران العارض للعديد من الوجهات العالمية من وإلى المملكة المتحدة وبشكل رئيسي لعمليات شركة توماس كوك للسياحة بالإضافة لعدد من منظمي الرحلات السياحية.
في عام 2007 جرى اندماج شركتي توماس كوك وشركة ماي ترافل تحت كيان جديد باسم مجموعة توماس كوك المساهمة 
، تم تأسيس خطوط توماس كوك الجوية في 30 مارس 2008 إثر اندماج طيران توماس كوك المحدودة وطيران ماي ترافل. وبدأت عملياتها لموسم الصيف 2008 مع أسطول من طراز ايرباص A320 ، A321 وطائرة من طراز A330 مع بوينغ 757 وأخرى من طراز 767.

## انهيار الشركة وإفلاسها
في عام 2018 تعرضت الشركة لصعوبات مالية بسبب انخفاض أرباحها لأسباب تعود إلى عدة مشاكل أبرزها الاضطرابات السياسية في المقاصد السياحية مثل تركيا والموجة الحارة التي طال أمدها في الصيف الماضي وتأخير العملاء لحجز رحلات إجازاتهم بسبب أزمة خروج بريطانيا من الاتحاد الأوروبي.
وأعلنت عن حاجتها إلى 900 مليون جنيه إسترليني لإعادة تمويل أنشطتها، وكان يفترض أن يأتي مبلغ الـ 900 مليون إسترليني من شركة فوسون الصينية أكبر مساهم في الشركة ومجموعة مستثمرين آخرين، وقامت مجموعة المقرضين بعد ذلك بتكليف مستشارين ماليين لإجراء تحقيق مستقل وقالوا إن الشركة ستحتاج إلى مبلغ 200 مليون جنيه إسترليني إضافي فضلا عن الـ900 مليون إسترليني المطلوبة، ونجحت توماس كوك في إيجاد داعم يوفر لها 200 مليون إسترليني لكن ذلك الداعم انسحب في وقت لاحق.
طلبت الشركة مساعدة مالية من الحكومة البريطانية لكنها رفضت، وصرح وزير الخارجية البريطاني دومينيك راب بأن مجلس الوزراء لا يتدخلون بشكل ممنهج حين تنهار الشركات ما لم يكن هناك مصلحة وطنية واستراتيجية قوية.
وفي 23 سبتمبر 2019 تم الإعلان عن انهيار الشركة بعد فشل مفاوضات اللحظة الأخيرة لإنقاذ الشركة من الإفلاس.
تسبب إفلاس الشركة وانهيارها في حدوث أزمة حيث أصبح 600 ألف عميل رحلات سياحية مع الشركة حول العالم منهم 150 ألف بريطاني معلقين وينتظرون العودة لأوطانهم، وكانت هيئة الطيران المدني البريطانية وضعت طائرات وخطة لإعادة هؤلاء الركاب.